# Kateřina Holánová
Kateřina Holánová (* 13. Oktober 1977 in Boskovice, Tschechoslowakei) ist eine tschechische Schauspielerin.

## Leben
Kateřina Holánová wurde 1977 in Boskovice, im tschechischen Teil der damaligen Tschechoslowakei, geboren. 1998 machte sie ihren Abschluss am Konservatorium in Brünn und erhielt ihr erstes Engagement am Klicper-Theater in Hradec Králové. Unter Regisseur Vladimír Morávek spielte sie an dem Haus ein Repertoire bedeutender Frauenrollen, unter andern aus Werken von Shakespeare (z. B. Ophelia oder Desdemona) und Tschechow (z. B. Masha). 2004 wechselte sie an das Nationaltheater in Brünn und wurde im darauffolgenden Jahr für ihre Darstellung der Rebecca West aus Ibsens Rosmersholm mit dem Cena Thálie („Thalia-Preis“) als Beste Schauspielerin im Bereich der Theaterkunst gewürdigt. 2006 wurde sie dann Mitglied des Schauspielensembles des Národní divadlo (Nationaltheater) in Prag.
Im Jahr 2003 spielt sie in dem Film Sex in Brno, für den sie eine Nominierung für den tschechischen Filmpreis Český lev („Böhmischer Löwe“) als Beste Hauptdarstellerin erhielt und auf dem Bratislava International Film Festival als Beste Darstellerin ausgezeichnet wurde. Seitdem war sie vor allem in Fernsehserien zu sehen.

## Filmografie
- 2003: Sex in Brno (Nuda v Brně)
- 2007: Cetnické humoresky
- 2015–2023: Ulice
- 2017–2020: Modrý kód